# Sabino Augusto Montanaro
Sabino Augusto Montanaro Ciarleti (Asunción, 30 de julio de 1922-Asunción, 10 de septiembre de 2011) fue un político y abogado paraguayo,  más conocido por su desempeño como ministro del Interior durante el régimen militar de Alfredo Stroessner, cargo que ejerció desde easta la caída del régimen el 3 de febrero de 1989. En adición, fue vicepresidente de la Junta de Gobierno del Partido Colorado durante el régimen.
Montanaro fue acusado en Paraguay por centenares de casos por crímenes de lesa humanidad, atentados contra los derechos humanos y por delitos económicos. Según víctimas y familiares de víctimas, fue uno de los principales ejecutores de la represión y persecución a la oposición paraguaya. Para evadir a la justicia paraguaya, pidió asilo político a Honduras, y adquirió una residencia en Tegucigalpa. Volvió por voluntad propia al Paraguay luego de 20 años, el 1 de mayo de 2009, y fue recluido en la Penitenciaría Nacional de Tacumbú, en cumplimiento de una orden en el marco del proceso penal abierto por los secuestros, torturas y muertes que fue acusado de cometer durante la dictadura, pero debido a su delicado estado de salud, unos días después fue beneficiado con el arresto domiciliario, en donde permaneció hasta su muerte en 2011.

## Trayectoria política
Montanaro fue una figura influyente durante la dictadura de Alfredo Stroessner, a menudo mencionado como uno de los cuatro políticos más cercanos a Alfredo Stroessner (el llamado «Cuatrinomio de Oro»), y fue culpado de muchas violaciones de derechos humanos. Fue ministro del Interior desde 1966 hasta 1989, cuando la dictadura de Stroessner fue derrocada mediante un golpe de Estado.

### Ministro del Interior
Durante su mandato como ministro del Interior, la libertad de prensa en Paraguay estuvo severamente limitada. Varios periódicos y emisoras de radio, como ABC Color y Radio Ñandutí, enfrentaron restricciones y prohibiciones. En junio de 1979, Montanaro ordenó el cierre de los periódicos Última Hora y La Tribuna por un período de 30 días.
Las acciones del Ministerio del Interior bajo Montanaro han sido acreditadas como una de las razones la Iglesia católica comenzó a distanciarse progresivamente del régimen de Stroessner desde la década de 1960. En 1969, la policía invadió la Parroquia Cristo Rey en Asunción para arrestar a jesuitas radicales y abusar físicamente de clérigos ancianos. Tras el incidente, el arzobispo de Asunción, Juan José Aníbal Mena Porta, excomulgó a Montanaro. Sin embargo, la Conferencia Episcopal Paraguaya de la iglesia evitó hacer críticas abiertas al régimen durante la década de 1970. Montanaro fue nuevamente excomulgado en 1971 por el arzobispo Ismael Rolón.
Montanaro también movilizó a la milicia campesina colorada, conocida como Macheteros de Santaní, para reprimir una manifestación del Partido Liberal Radical Auténtico (PLRA) en San José en abril de 1986. En 1987, él y otros leales a Stroessner asumieron un control aún más fuerte del Partido Colorado y de las instituciones gubernamentales de Paraguay. Esto provocó una feroz resistencia por parte de otros políticos del partido y condujo finalmente al golpe del 2 y 3 de febrero de 1989.

## Asilo político
Tras el golpe contra Stroessner, Montanaro buscó asilo en el consulado de Honduras en Asunción. Unos días después, apareció en Tegucigalpa, la capital de Honduras. En Honduras, abandonó la fe católica y se convirtió en predicador evangélico. Durante su asilo en Honduras, Paraguay solicitó su extradición en dos ocasiones. El 1 de mayo de 2009 regresó a Paraguay, provocando protestas callejeras. Enfrentado con una orden de captura desde 1997 y acusado de delitos relacionados con tortura, los manifestantes exigieron su encarcelamiento en la Penitenciaría Nacional de Tacumbú. Debido a su mal estado de salud, un juez ordenó su detención en un hospital. El 24 de junio de 2009 fue encarcelado en la prisión de Tacumbú. Tras una visita de la ministra de la Corte Suprema del país Alicia Pucheta, el tribunal ordenó su liberación de la prisión, pero lo mantuvo bajo arresto domiciliario.

## Fallecimiento
Murió en Asunción el 10 de septiembre de 2011, a los 89 años, por complicaciones pulmonares. Con su muerte, se extinguieron los varios procesos judiciales que pesaban en su contra por crímenes de lesa humanidad.
Más tarde se supo que el hijo de Montanaro abrió una empresa offshore a través del bufete de abogados panameño Mossack Fonseca poco antes de que Montanaro muriera.